# Villa Jongerius
Villa Jongerius, destijds ook wel Bastiaans Hof geheten, is een villa met tuin in de Nederlandse stad Utrecht. Het bijbehorende achtergelegen kantoorgebouw wordt wel aangeduid als Jongeriuskantoor.

## Geschiedenis
Het woonhuis is rond 1938 gebouwd voor de Utrechtse zakenman Jan Jongerius op een terrein waar reeds zijn fabriek Carrosserie- en constructiewerkplaatsen Jan Jongerius N.V. stond met een kantoorgebouw.
Villa Jongerius is door Jongerius zelf ontworpen in een eigenzinnige mix van nieuwe zakelijkheid en art deco-elementen. De villa in gewapend beton is voorzien van een kelder met daarboven nog twee bouwlagen. Het heeft aan weerszijden een ruim balkon en daarboven een dak met overstek. Het is symmetrisch opgezet met een binnenoppervlakte van circa 15 bij 15 meter. Binnenin werd het voorzien van een centraal trappenhuis met glas-in-lood onder een daklicht uit het atelier van de Utrechtse glazenier Willem Mengelberg. Andere binnenruimtes waren onder meer een salon, huiskapel en slaapkamers voor de 10 kinderen. De symmetrie is buiten voortgezet waarbij een omringende tuin met vijver werd aangebracht. Daarin bevond zich onder andere langs de centrale as achter het huis een pergola naar het kantoorgebouw. In het kantoorgebouw is de symmetrie voortgezet.
Nadat de firma van Jongerius in 1955 failliet ging, is het Jongeriuscomplex tot het eind van de 20e eeuw gebruikt door het Ministerie van Defensie. Rond 2000 was de villa mede door ernstige bouwfouten tijdens de ontwerp-/bouwfase een bouwval. Het huis werd vervolgens gekraakt en het kreeg de naam Autonome Republiek Kanaalweg Het Staatsgeheim/Villa Staatsgeheim. Dankzij de krakers is het voor sloop behoed.. Hierna werden de villa en het kantoor nog enige tijd gebruikt als filmlocatie voor televisieseries als Hartslag.
De villa werd begin 21e eeuw een rijksmonument evenals de villatuin en het kantoorgebouw.
In 2008 deed de Villa Jongerius mee aan het AVRO-programma de Restauratie, een strijd om een miljoen euro, te gebruiken voor de restauratie van cultuurhistorisch belangrijke gebouwen. De Villa won niet, maar de Stichting Vrienden van het Jongeriuscomplex wist elders voldoende subsidie te verwerven voor een restauratie. In 2010 startte deze grootschalige restauratie, die december 2012 werd afgerond. De villa is vanaf die tijd in gebruik als evenementenlocatie.
De inmiddels gerestaureerde villa wordt sinds 2013 verhuurd voor vergaderingen, trainingen, workshops, bijeenkomsten, ontvangsten, recepties, evenementen en diners met een capaciteit van 5 tot 150 personen.

## Fotogalerij

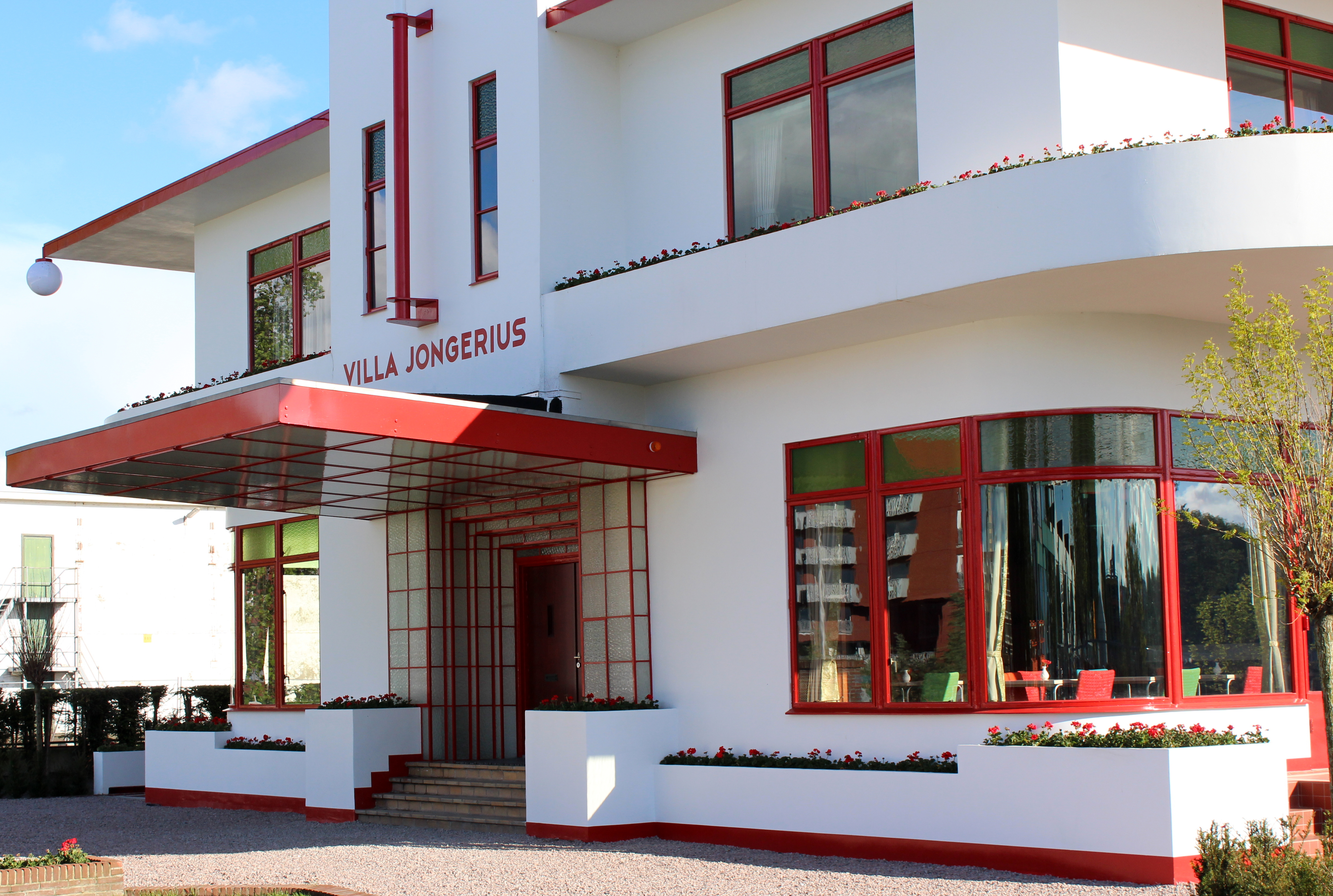
Villa Jongerius na restauratie
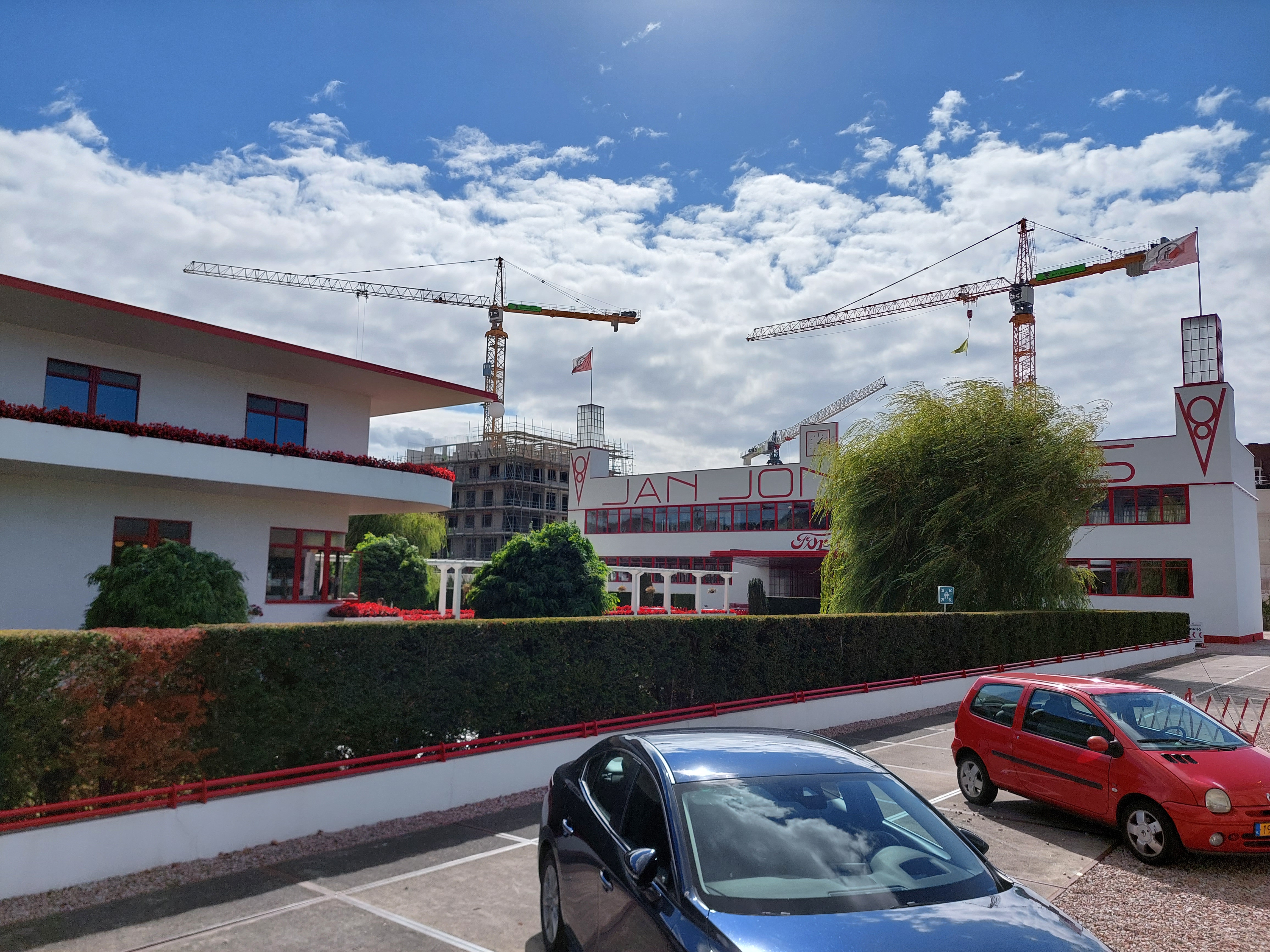
Villa Jongerius en Jongeriuskantoor
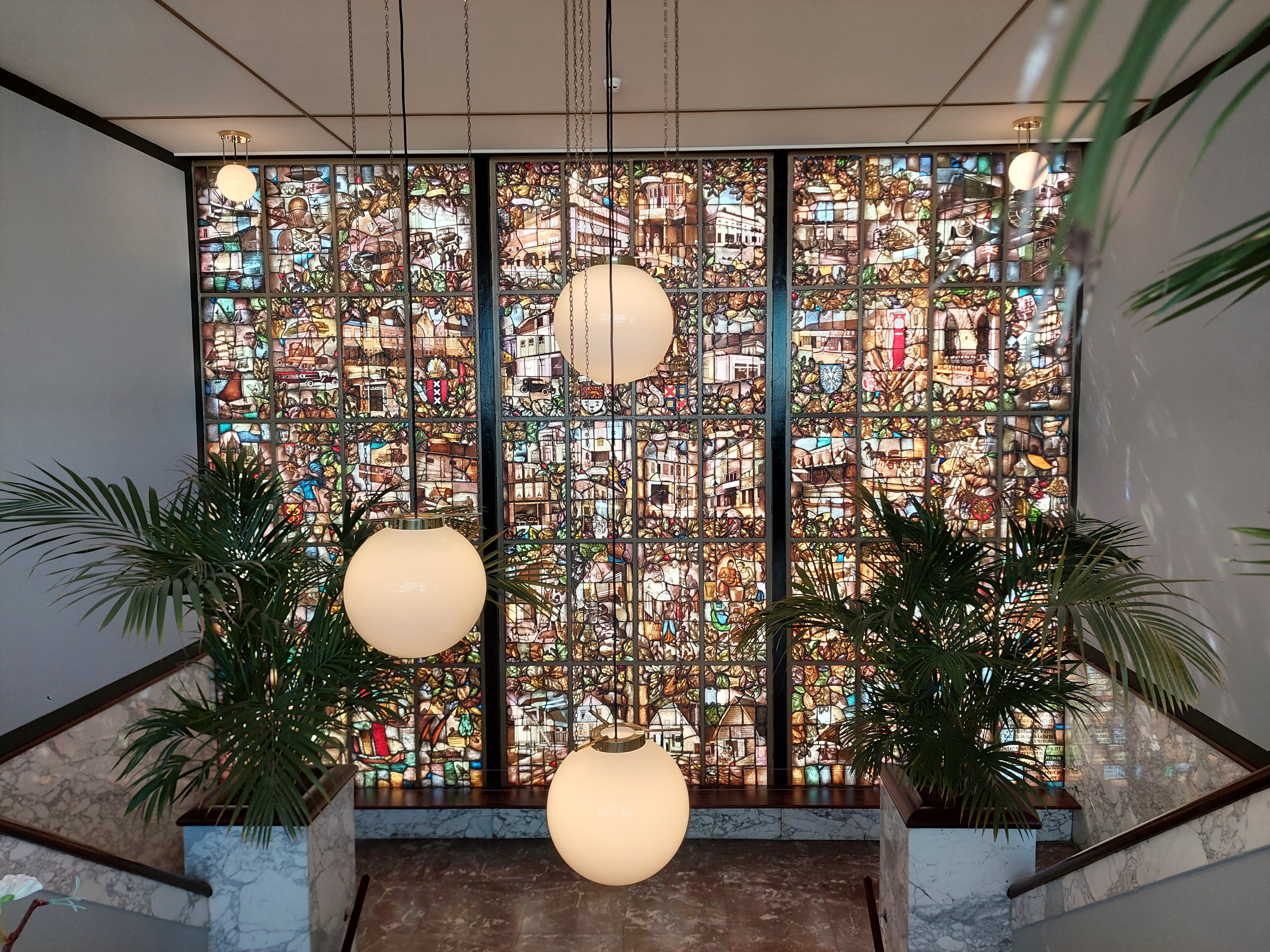
Glas-lood-raam in het Jongeriuskantoor